# Oel- und Fettwerke SAIS
Die Oel- und Fettwerke SAIS waren ein Schweizer Lebensmittelhersteller mit Sitz in Horn im Kanton Thurgau, der von 1916 bis 2001 existierte. Die Marke Sais für Speiseöl und -fett existiert weiterhin.

## Geschichte
1916 gründete eine Gruppe von Unternehmern die Oel- und Fettwerke SAIS im thurgauischen Horn. Die italienische Abkürzung stand für Società anonima italo-svizzera per la produzione degli olii vegetali, auf Deutsch «Italienisch-schweizerische Aktiengesellschaft für die Produktion von Pflanzenölen». Ursprünglicher Gründungszweck war der Import von Pflanzenölen und -fetten, die in der Schweiz während des Ersten Weltkriegs fehlten, aus Italien. Das Aktienkapital brachten zu ca. 60 % der Schicht-Konzern mit Sitz in Aussig (heute Ústí nad Labem) in Böhmen, die italienische Oleifici nazionali und der Unternehmer Jakob Schmidheiny auf. 1917 startete SAIS Pressversuche mit Leinsamen in einer beim Ufer des Bodensees gelegenen Produktionsstätte, 1921 verlegte sie den Firmensitz nach Zürich.
Die Schicht-Gruppe schloss sich 1928 der niederländischen Margarine Unie N.V. an, aus der 1929 der Unilever-Konzern entstand. Stets bestanden Absprachen zwischen der SAIS und der ebenfalls zu Unilever gehörenden Astra Fett- und Oelwerke in Steffisburg: 1963 legte man unter anderem die Verkaufsabteilungen zusammen und rationalisierte die Fabrikation, wobei SAIS die Marken Dorina, Planta und ab 1987 Linea herstellte. 1976 ging Astra in den Besitz von SAIS über. 1993 erfolgte die Fusion zu Lipton-SAIS. Die Fusion zu Unilever Bestfoods im Jahr 2001 hatte die Werkschliessung in Horn zur Folge. 2003 erwarb die Firma Oleifici Sabo mit Sitz in Lugano Teile des Horner Werks von Unilever und produziert dort seither in deren Auftrag Margarine.
Die Marke Sais gehört heute zur Upfield Schweiz GmbH, die sie als «eine Marke von Rama» bezeichnet.